# Lista över fornlämningar i Falköpings kommun (Göteve)
Lista över fornlämningar i Falköpings kommun (Göteve) är en förteckning av ett urval av de fornlämningar som finns i Göteve i Falköpings kommun.
| Namn                    | Lämningstyp                 | Tillkomsttid | Historisk indelning   | Plats | Läge                 | ID-nr          | Bild                                 |
| ----------------------- | --------------------------- | ------------ | --------------------- | ----- | -------------------- | -------------- | ------------------------------------ |
| Göteve 1:1              | Stensättning                |              | Göteve, Västergötland |       | 58.130676, 13.404166 | 10191600010001 | Ladda upp en bild av detta fornminne |
| Göteve 2:1              | Hällristning                |              | Göteve, Västergötland |       | 58.127438, 13.409997 | 10191600020001 | Ladda upp en bild av detta fornminne |
| Göteve 4:1              | Hällristning                |              | Göteve, Västergötland |       | 58.122245, 13.416459 | 10191600040001 | Ladda upp en bild av detta fornminne |
| Göteve 5:1              | Stensättning                |              | Göteve, Västergötland |       | 58.117479, 13.400872 | 10191600050001 | Ladda upp en bild av detta fornminne |
| Göteve 6:1              | Stensättning                |              | Göteve, Västergötland |       | 58.116829, 13.415021 | 10191600060001 | Ladda upp en bild av detta fornminne |
| Göteve 7:1              | Gravfält                    |              | Göteve, Västergötland |       | 58.115064, 13.414912 | 10191600070001 | Ladda upp en bild av detta fornminne |
| Göteve 8:1              | Stenkammargrav              |              | Göteve, Västergötland |       | 58.119978, 13.431523 | 10191600080001 | Ladda upp en bild av detta fornminne |
| Göteve 9:1              | Stensättning                |              | Göteve, Västergötland |       | 58.116346, 13.429467 | 10191600090001 | Ladda upp en bild av detta fornminne |
| Göteve 11:1             | Stensättning                |              | Göteve, Västergötland |       | 58.122799, 13.447520 | 10191600110001 | Ladda upp en bild av detta fornminne |
| Göteve 12:1             | Begravningsplats            |              | Göteve, Västergötland |       | 58.119523, 13.451737 | 10191600120001 | Ladda upp en bild av detta fornminne |
| Göteve 13:1             | Stensättning                |              | Göteve, Västergötland |       | 58.108414, 13.462039 | 10191600130001 | Ladda upp en bild av detta fornminne |
| Göteve 13:2             | Stensättning                |              | Göteve, Västergötland |       | 58.108621, 13.462494 | 10191600130002 | Ladda upp en bild av detta fornminne |
| Källesten (Göteve 14:1) | Hällristning                |              | Göteve, Västergötland |       | 58.127337, 13.475504 | 10191600140001 | Ladda upp en bild av detta fornminne |
| Göteve 15:1             | Hällristning                |              | Göteve, Västergötland |       | 58.128983, 13.472427 | 10191600150001 | Ladda upp en bild av detta fornminne |
| Göteve 16:1             | Grav markerad av sten/block |              | Göteve, Västergötland |       | 58.117374, 13.461427 | 10191600160001 | Ladda upp en bild av detta fornminne |
| Göteve 17:1             | Hällristning                |              | Göteve, Västergötland |       | 58.111436, 13.413425 | 10191600170001 | Ladda upp en bild av detta fornminne |
| Göteve 18:1             | Stensättning                |              | Göteve, Västergötland |       | 58.110239, 13.414219 | 10191600180001 | Ladda upp en bild av detta fornminne |
| Göteve 19:1             | Stensättning                |              | Göteve, Västergötland |       | 58.107744, 13.411001 | 10191600190001 | Ladda upp en bild av detta fornminne |
| Göteve 20:1             | Stensättning                |              | Göteve, Västergötland |       | 58.102952, 13.452892 | 10191600200001 | Ladda upp en bild av detta fornminne |
| Göteve 21:1             | Stensättning                |              | Göteve, Västergötland |       | 58.097344, 13.453169 | 10191600210001 | Ladda upp en bild av detta fornminne |
| Göteve 22:1             | Grav markerad av sten/block |              | Göteve, Västergötland |       | 58.113004, 13.469539 | 10191600220001 | Ladda upp en bild av detta fornminne |
| Göteve 23:1             | Röse                        |              | Göteve, Västergötland |       | 58.118238, 13.451781 | 10191600230001 | Ladda upp en bild av detta fornminne |
| Göteve 24:1             | Hällristning                |              | Göteve, Västergötland |       | 58.106371, 13.408968 | 10191600240001 | Ladda upp en bild av detta fornminne |
| Göteve 25:1             | Hällristning                |              | Göteve, Västergötland |       | 58.107901, 13.403223 | 10191600250001 | Ladda upp en bild av detta fornminne |
| Disahall (Göteve 26:1)  | Grav markerad av sten/block |              | Göteve, Västergötland |       | 58.130747, 13.431075 | 10191600260001 | Ladda upp en bild av detta fornminne |
| Göteve 27:1             | Gravfält                    |              | Göteve, Västergötland |       | 58.136736, 13.426581 | 10191600270001 | Ladda upp en bild av detta fornminne |
| Göteve 28:1             | Stensättning                |              | Göteve, Västergötland |       | 58.135293, 13.428800 | 10191600280001 | Ladda upp en bild av detta fornminne |
| Disarör (Göteve 29:1)   | Stenkammargrav              |              | Göteve, Västergötland |       | 58.131255, 13.432537 | 10191600290001 | Ladda upp en bild av detta fornminne |
| Göteve 30:1             | Stensättning                |              | Göteve, Västergötland |       | 58.113324, 13.416119 | 10191600300001 | Ladda upp en bild av detta fornminne |
| Göteve 31:1             | Stensättning                |              | Göteve, Västergötland |       | 58.130036, 13.429938 | 10191600310001 | Ladda upp en bild av detta fornminne |
| Göteve 32:1             | Stensättning                |              | Göteve, Västergötland |       | 58.136480, 13.425742 | 10191600320001 | Ladda upp en bild av detta fornminne |
| Göteve 32:2             | Stensättning                |              | Göteve, Västergötland |       | 58.136618, 13.425606 | 10191600320002 | Ladda upp en bild av detta fornminne |
| Göteve 34:1             | Stensättning                |              | Göteve, Västergötland |       | 58.112531, 13.404113 | 10191600340001 | Ladda upp en bild av detta fornminne |
| Göteve 36:1             | Stensättning                |              | Göteve, Västergötland |       | 58.117993, 13.401727 | 10191600360001 | Ladda upp en bild av detta fornminne |
| Göteve 37:1             | Stensättning                |              | Göteve, Västergötland |       | 58.116272, 13.399940 | 10191600370001 | Ladda upp en bild av detta fornminne |
| Göteve 38:1             | Stensättning                |              | Göteve, Västergötland |       | 58.118454, 13.406096 | 10191600380001 | Ladda upp en bild av detta fornminne |
| Göteve 38:2             | Stensättning                |              | Göteve, Västergötland |       | 58.118282, 13.406009 | 10191600380002 | Ladda upp en bild av detta fornminne |
| Göteve 39:1             | Stensättning                |              | Göteve, Västergötland |       | 58.117506, 13.409607 | 10191600390001 | Ladda upp en bild av detta fornminne |
| Göteve 40:1             | Stensättning                |              | Göteve, Västergötland |       | 58.116879, 13.409267 | 10191600400001 | Ladda upp en bild av detta fornminne |
| Göteve 46:1             | Stensättning                |              | Göteve, Västergötland |       | 58.127825, 13.407210 | 10191600460001 | Ladda upp en bild av detta fornminne |